# Китайски език
Китайският език (汉语/漢語, пинин: Hànyǔ; 中文, Huáyǔ или 中文, Zhōngwén) може да бъде разглеждан като отделен език, но също и като езиково семейство, тъй като представлява съвкупност от местните езици, говорени от китайската етническа група хан. Той е един от езиците, формиращи Сино-тибетското езиково семейство. Различните варианти (още известни като диалекти) на китайския са роден език за около една шеста от населението на света, тоест повече от един милиард души.
В лингвистичен аспект въпросът дали разновидностите на китайския са „езици“, или „диалекти“ е спорен. Като езиково семейство китайският език включва близо 1,2 милиарда души; само китайския мандарин включва около 851 милиона местни говорещи, с което превъзхожда числено който и да било друг език в света.
Говоримият китайски език се отличава с високо ниво на вътрешно разнообразие, макар че всички говорими разновидности са тонални и аналитични. Основните регионални езикови групи са на брой между шест и дванадесет (в зависимост от схемата на класификация), от които най-многочислена е групата мандарин (885 милиона), следвана от групата ву (90 милиона), мин (70 милиона) и кантонски (70 милиона). Разликата между повечето от тези групи е по-голяма, отколкото дори между отделните индоевропейски езици, въпреки че някои като диалектите сианг и югозападен мандарин, имат общи изрази и до някаква степен са взаимно разбираеми.
Китайският е класифициран като макроезик с тринадесет под-езика в ISO 639 – 3, въпреки че въпросът как трябва да се определят китайските езикови разновидности – като много „езици“ или като „диалекти“ на един-единствен език – все още не е напълно уточнен.
Общоприетата форма на говоримия китайски е стандартният мандарин „普通话/普通話 (пинин: pǔtōnghùa); 国语/國語 (пинин: gúoyǔ)“, чиято основа е пекинският диалект. Стандартният мандарин е официален език в Китайската народна република (КНР), Тайван, както и един от четирите официални езика на Сингапур.
Китайският, тоест де факто стандартният мандарин, е един от шестте официални езика в Обединените нации.
Сред останалите разновидности стандартният кантонски е широко разпространен и влиятелен в различни отвъдморски общности и остава един от официалните езици в Хонконг (заедно с английския език) и в Макао (заедно с португалския). Мин нан, част от китайската езикова група мин, е широко разпространен в Южен Фудзян, в Тайван (където е познат като тайвански или хокло) и в югоизточна Азия (преобладава в Сингапур, Малайзия и Филипините и там е познат като хоккиен).
В китайския, както и във всички други езици, има граматична норма, която трябва да се спазва. Има времена, местоимения, частици, залог на глагола, причастия и други. Но защо някои казват, че граматиката в китайския език е по-лесна от другите езици? Ами ето защо – граматиката в китайския е по-малка по обем и обяснена с формули. Така запаметяването е много по-лесно. Единствената трудна част в него остава фонетиката. В китайската фонетика няма азбука, има таблица пин-ин. В нея буквите (инициали) са подредени по позиция в човешката уста. Например b, p, m, f се падат на устните, а j, q, x се падат много назад в устата.

## Класификация
Повечето езиковеди отнасят всички разновидности на китайски като част от китайско-тибетското езиково семейство, заедно с бирманския, тибетските и много други езици, говорени в Хималаите и Югоизточна Азия. Макар тази връзка да е предложена за пръв път в началото на XIX век и днес да е широко приета, реконструкцията на китайско-тибетското семейство е много по-слабо разработена от тази на други езикови семейства, като индоевропейското и австроазиатското. Трудностите са свързани с голямото разнообразие на езиците, отсъствието на словоизменение в много от тях и ефектите на междуезиковите контакти. Освен това много от по-малките езици се говорят в труднодостъпни планински области, нерядко и в чувствителни гранични зони. Без надеждна реконструкция на протокитайско-тибетския език структурата на цялото семейство остава неясна. На най-високото ниво често се приема разделяне на семейството на китайски и тибето-бирмански езици, но то не е достатъчно убедително демонстрирано.

## История
Повечето езиковеди класифицират всички варианти на съвременния говорим китайски като част от сино-тибетското езиково семейство и смятат, че те произлизат от един общ сино-тибетски праезик. Връзките на китайския с останалите сино-тибетски езици, както и реконструирането на сино-тибетския праезик, са предмет на продължаващи активни изследвания. Основната трудност за тях произтича от факта, че въпреки достатъчните източници за реконструиране на древната китайска фонология, не съществуват писмени източници, които да описват разделянето между сино-тибетския праезик и древния китайски. В допълнение към това много от древните езици, чието разбиране би подпомогнало реконструкцията на сино-тибетския праезик, са много слабо познати. Много от методите, използвани за анализ на произхода на индоевропейските езици от индоевропейския праезик, са неприложими към китайския, поради неговия аналитичен характер.
Периодизацията на развитието на китайския не е утвърдена и е предмет на академични спорове. Една от първите системи е разработена от шведския езиковед Бернхард Карлгрен в началото на 20 век и до наши дни оказва силно влияние върху периодизациите.
Старокитайският език, понякога наричан и архаичен китайски, е езикът от времето на ранната и средната династия Джоу (1122 – 256 година пр.н.е.). Запазените текстове от този период включват надписи на бронзови предмети, поезията на „Шъдзин“, историческите записки на „Шудзин“, както и някои откъси от „Идзин“. Фонетичните елементи, налични в повечето китайски символи, дават известна представа за тяхното старокитайско произношение. Полезни в това отношение е и произнасянето на китайските символи, използвани в японския, виетнамския и корейския. За разлика от съвременния китайски, старокитайският допуска известна възможност за словоизменение. Той използва богата звукова система, в която елементи като аспирацията разграничават отделни съгласни фонеми, но вероятно все още не е тонален.
Среднокитайският език е характерен за периода Нанбейчао и времето на династиите Суй, Тан и Сун (6 – 10 век). Развитието му може да се раздели на ранен период, отразен в речника „Циеюн“ (601), и късен период, отразен в речника „Гуанюн“ (1008). Сведенията за фонологията на среднокитайския са по-надеждни и се основават на различни източници – вариации на съвременните диалекти, речници, чуждоезикови транскрипции, „римувани таблици“, съставяни от древните филолози за обобщаване на фонетичната система. Въпреки това реконструкциите остават несигурни и много учени се отнасят предпазливо към тях.
В продължение на столетия в миналото, до нарастването на европейското влияние през 19 век, китайският език е лингва франка в Източна Азия. До колониалния период официалните документи в Корея и Виетнам се пишат на китайски.
Развитието на говоримите китайски езици от началото на историческата епоха до наши дни е сложно. Повечето китайци, в Съчуан и в широка дъга от Манджурия до Юнан, използват като майчин език различни диалекти на мандарин. Преобладаването на мандарин в Северен Китай се дължи до голяма степен на равнинния релеф на този регион, докато планините и долините в централните и южните части на Китай благоприятстват развитието на езиково многообразие.
До средата на 20 век повечето китайци на юг говорят само своя местен китайски език. Тъй като Нандзин е столица на ранната династия Мин, местният диалект на мандарин става доминиращ поне до последните години на династията Цин. От средата на 17 век династията Цин започва да създава правоговорни академии, които се стремят да наложат правоговорния стандарт на диалекта на столицата Пекин, но те не оказват особено въздействие върху основната част от населението. Говорещите различни от мандарин езици в Южен Китай също продължават да използват езиците си за всички възможни нужди. Пекинският дворцов мандарин се използва само от висшите чиновници и остава слабо разпространен.
Промяна в това положение настъпва едва в средата на 20 век със създаването на система за задължително образование, която си поставя за цел налагането на мандарин. В резултат на това днес мандарин се говори от практически всички младежи и хора на средна възраст както в Китайската народна република, така и в Република Китай (Тайван). В Хонконг кантонският се използва широко при британското управление, а и днес остава официален език в образованието, официалната реч и ежедневието, макар влиянието на мандарин да нараства.

## Диалекти на китайския език
| Име                                    | Съкращение                           | Пинин    | Опростен | Традиционен | Общ брой говорещи             |
| -------------------------------------- | ------------------------------------ | -------- | -------- | ----------- | ----------------------------- |
| Мандарин включва Стандартен китайски   | Гуан; 官                             | Guānhuà  | 官话     | 官話        | ок. 845 милиона (като майчин) |
| Ву                                     | Ву; 吴/吳 Включва Шанхайския диалект | Wúyǔ     | 吴语     | 吳語        | ок. 90 милиона                |
| Юе Включва Кантонски                   | Юе; 粤/粵                            | Yuèyǔ    | 粤语     | 粵語        | ок. 70 милиона                |
| Мин Включва Хокиен, Тайвански & Чаошан | Мин; 闽/閩                           | Mǐnyǔ    | 闽语     | 閩語        | ок. 50 милиона                |
| Сян                                    | Сян; 湘                              | Xiāngyǔ  | 湘语     | 湘語        | ок. 35 милиона                |
| Хакка / Къдзя                          | Къдзя; 客家                          | Kèjiāhuà | 客家话   | 客家話      | ок. 35 милиона                |
| Ган                                    | Ган; 贛                              | Gànyǔ    | 赣语     | 贛語        | ок. 31 милиона                |

Някои китайски лингвисти разграничават още три групи, но тяхната класификация продължава да е обект на дискусии:
| Име                     | Съкращение  | Пинин           | Опростен | Традиционен | Общ брой говорещи |
| ----------------------- | ----------- | --------------- | -------- | ----------- | ----------------- |
| Дзин спада към Мандарин | Дзин; 晋/晉 | Jìnyǔ           | 晋语     | 晉語        | ок. 45 милиона    |
| Хуейджоу спада към У    | Хуей; 徽    | Huīzhōuhuà      | 徽州话   | 徽州話      | ок 3,2 милиона    |
| Пин спада към Юе        | Пин; 平     | Guǎngxī Pínghuà | 广西平话 | 廣西平話    | ок. 5 милиона     |

Освен изброените дотук, има още много малки групи, които все още не са класифицирани.
Различните китайски езици/диалекти нямат ясно очертани граници, въпреки че мандарин е преобладаващия китайски език на север и югозапад, а останалите се говорят предимно в централен или югоизточен Китай. Често, както в случая на провинция Гуандун, местните жители, принадлежащи към основните разновидности на китайския език, частично се сливат. Подобно на много други области, в тази също е преобладавало лингвистично разнообразие за дълго време. Невинаги е ясно обаче как трябва да бъдат класифицирани диалектите от различните части на Китай. Етнолозите са изброили общо 14 разновидности, но броя варира между седем и седемнадесет, в зависимост от определената схема за класификация. Например, подезика мин често бива делен на северен мин (минбей, фучоу) и южен мин (миннан, сиамън); лингвистите не са установили дали тяхната степен на взаимно разбиране е достатъчно голяма, за да ги разграничат като два отделни езика.
В обобщение, планинските райони на Южен Китай се отличават с по-голямо лингвистично разнообразие от равнинните райони на северен Китай. В някои части на Южен Китай основният градски диалект може да бъде само частично разбираем за близки съседи. Например, Уджоу е на около 120 мили (193 км) от Гуанджоу и диалектът там наподобява стандартния кантонски, който се говори в Гуанджоу, а не този в Тайшан, 60 мили (97 км) на югозапад от Гуанджоу

### Стандартен мандарин и диглосия
Путунхуа, често наричан „мандарин“, е официалния общоприет език, използван в КНР, Тайван и Сингапур. Негова основа е диалекта бейдзин, който се говори в Пекин. Правителството е определило путунхуа да бъде стандартния език за комуникация между членовете на различните езикови китайски групи. Ето защо той се използва в правителствените агенции, в медиите и в училищата.
Както в Китай, така и в Тайван, диглосията е често срещана: за един китаец е обичайно владеенето на два или дори три китайски диалекта плюс стандартния мандарин. Например, освен путунхуа, един жител на Шанхай може да говори шанхайски и ако не е израснал там, местния диалект на родния си край. Един местен жител на Гуанджоу може да говори стандартен кантонски и путунхуа, един жител на Тайван най-вероятно ще говори както тайвански, така и путунхуа. Един жител на Тайван обикновено може да смесва произношенията, фразите и думите от стандартния мандарин и тайванския, но това смесване се счита за обществено допустимо при много различни обстоятелства. В Хонконг стандартният мандарин започва да измества английския и стандартния кантонски, които са официалните езици там.

### Език или езиково семейство?
Лингвистите често разглеждат китайския като езиково семейство. Но поради социалнополитическото и културно положение в Китай и поради факта, че всички говорими варианти на езика използват една общоприета писмена система, е прието да се говори за тези обикновено взаимно неразбираеми разновидности като за „Китайския език“. Разнообразието от китайски диалекти се равнява с това на романските езици и дори превъзхожда това на германските и славянските езици.
От чисто описателна гледна точка, „езици“ и „диалекти“ са просто условни групи от сходни идиолекти и това разграничаване не носи практическо значение на лингвистите, които се занимават единствено с техническото описание на различните регионални диалекти. И все пак, идеята за един-единствен език придава важен оттенък на политическата и културната идентичност и обяснява многобройните вълнения, породени от този спорен въпрос. Повечето китайци и китайски лингвисти се отнасят към китайския като към един език и неговите диалектни подразделения, докато други наричат китайския езиково семейство и неговите езикови подразделения.
В китайския език съществува специален термин за неговата унифицирана писмена система, джунгуън (中文), докато най-близкият еквивалент, използван за описване на неговите говорими варианти, е ханиу (漢語/汉语, говорим език (езици) на китайците Хан) – този термин може да бъде преведен или като „език“, или като „езици“, тъй като китайският не притежава граматическо число. Етническите китайци често разглеждат говоримите варианти като един език поради национални причини и защото са получили едно общо културно и езиково наследство. Местните жители Хан, говорещи у, мин, хакка и кантонски, например, могат да разглеждат собственото си лингвистично разнообразие като съвкупност от отделни говорими езици, но китайската раса Хан считат за един – макар и вътрешно много разнороден – етнос. За китайските националисти идеята за китайско езиково семейство поражда внушението, че китайската идентичност е много по-накъсана и разединена, отколкото тя наистина е и като такава тя често бива считана за културно и политически провокативна. Освен това в Тайван тя е тясно свързвана с тайванската независимост, чиито поддръжници насърчават местния тайвански миннан.
В КНР и Сингапур, правителството обединява всички подразделения на китайския език (езици), с изключение на стандартния мандарин, под наименованието фангйен („регионални езици“, често превеждано като „диалекти“). Съвременните китайско говорещи от всяка отделна група общуват чрез един официален, общоприет писмен език, въпреки че този модерен писмен стандарт е създаден на основата на мандарин.

## Писмен китайски език
Връзката между китайския говорим и писмен език е сложна. Говоримите варианти на езика са се развили до различна степен, а писменият китайски се е изменил много по-малко. Класическата китайска литература се е зародила в периода Пролети-Есени (770 – 476 г. пр. Хр.), въпреки че има открити писмени документи, датиращи от 14 до 11 век преди новата ера.
През последните години на династията Хан обаче, стандартният писмен китайски вече започнал да се различава от тогавашния народен език. До края на 19 век само получилите образование можели да пишат на този формализиран класически китайски език, познат като уънйен, който бил езикът на Конфуций и ранните класици, и който бил много далеч от това, което се говорело повече от две хилядолетия по-късно. По време на династиите Мин и Цин една поредица от романи, написани на езика на народа, започнали да привличат обществения интерес и до 20 век на повечето езикови реформисти било ясно, че литературният писмен стандарт трябва да бъде загърбен. Движението „Четвърти май“ от 1919, начело с Ху Шъ, застанало зад искането за народен идиом; то бавно набирало мощ и в края на 20-те години на 20 век писменият стандарт бил заменен от народен байхуа (白話/白话 báihuà). Днес този стандарт, който е тясно изменен към съвременния диалект мандарин, се използва навсякъде в Китай, в отвъдморските страни и на практика във всички модерни литературни творби.
Китайският правопис фокусира върху китайските йероглифи, хандзъ, които представляват сигли, изписани във въображаеми правоъгълни блокчета, традиционно подредени във вертикални колони, четат се от горе надолу и от ляво надясно. Китайските йероглифи са морфеми, независими от фонетични промени. По такъв начин думите за числото „едно“, yi на мандарин, yat на кантонски и tsit на хоккиен (от мин) се изписват с един и същ йероглиф („一“). Лексиката на различни основни китайски варианти се изменила, а разговорният писмен китайски започнал често да употребява уникални „диалектни йероглифи“, като 冇 и 係 за кантонски и хакка, които се считат за архаични или неупотребими в стандартния писмен китайски език.
Разговорният писмен кантонски диалект е много популярен в онлайн чат стаите и SMS съобщенията между жителите на Хонг Конг и говорещите кантонски навсякъде другаде по света. Употребата му се счита за силно разговорна и не може да се употребява при никакви официални случаи.
Също така в Хунан, някои жени са пишели на местния си език на Nü Shu, сричкова азбука, произхождаща от китайски йероглифи. Езикът дунган, разглеждан от някои като диалект на мандарин, сега се пише също и на кирилица, а някога бил писан на арабската азбука, въпреки че хората от дунган живеели извън Китай.

### Китайски йероглифи
Писменият китайски език си служи с китайски йероглифи (漢字/汉字 пинин: hànzì), които са сигли: всеки символ представлява семема или морфема (смислена частица на езика), както и една сричка; писменият език по този начин може да бъде определен като морфемо-сричково писмо.
Китайските йероглифи се изменили с времето от най-ранните си форми. Идеята, че всички китайски йероглифи са или пиктограми, или идеограми, е погрешна: повечето йероглифи съдържат фонетични части и са комбинирани с фонетични компоненти и семантични корени. Само най-простите йероглифи, като жън 人 (човек), жъ 日 (слънце), шан 山 (планина), шуей 水 (вода), могат да имат изцяло пиктографски произход. През 100 AD, бележитият учен Сю Шън (許慎, Xǚ Shèn) от династия Хан, класифицирал йероглифите в шест категории, а именно пиктограми, прости идеограми, сложни идеограми, фонетични заемки, фонетични сложни и производни йероглифи. От тях, само 4% са пиктограми, и 80 – 90% са фонетичен комплекс, съставен от семантичен елемент, който носи значение, и фонетичен елемент, който показва произношението. Има около 214 корени, признати в речника Kangxi, които дават семантичното значение.
Съвременните йероглифи са стилизирани съгласно стандартната азбука (楷书/楷書 kǎishū). Много други писмени стилове се използват също и в източноазиатската калиграфия, включително графичен стил (печат) (篆书/篆書 zhuànshū), курсивен шрифт (небрежно писмо)(草书/草書 cǎoshū) и графичен стил (чиновническо писмо) (隶书/隸書 lìshū). Художниците калиграфи могат да пишат както традиционни, така и опростени йероглифи, но повечето предпочитат традиционните.
Понастоящем има две системи за китайски йероглифи. Традиционната система, която все още се използва в Хонг Конг, Тайван и Макао, произлиза от стандартизирани форми, датиращи от времето на династията Хан. Опростената система, е разработена от КНР, континентален Китай, през 1954 с цел повишаване на масовата грамотност. В нея най-сложните традиционни глифове са опростени до няколко чертички, много други до прости caoshu стенографски варианти, с много синонимни йероглифи.
Сингапур, в който има огромна китайска общност, е първата – и за момента единствената – чужда нация, която официално е заимствала опростени йероглифи, въпреки че те на практика са се превърнали в стандарт дори и за по-младите етнически китайци в Малайзия. Интернет предоставя платформа, която може да се използва с алтернативна система, без значение дали е традиционната, или опростената.
Един добре образован китаец в днешно време разпознава приблизително от шест до седем хиляди йероглифа; за да прочетете един вестник от континентален Китай ви са необходими около три хиляди от тях. Правителството на КНР определя грамотността сред работниците като познаване на две хиляди йероглифа, въпреки че тази грамотност може да бъде доста функционална. Един голям пълен речник като Kangxi, съдържа над четиридесет хиляди йероглифа, включително неясни, диалектни и архаични йероглифи; днес от тях се използва само една четвърт.

## Фонология
Фонологичната структура на всяка сричка в китайския език се състои от ядро, съставено от гласна (която може да бъде монофтонг, дифтонг, а в някои варианти на китайския дори трифтонг), незадължително начало или кода и тон. В някои случаи в ядрото не участва гласна. Например, в кантонския носовите сонорни съгласни /m/ и /ŋ/ могат да образуват самостоятелни срички.
Във всички варианти на китайския повечето срички са отворени (нямат кода), а кодите на затворените срички са ограничени до /m/, /n/, /ŋ/, /p/, /t/, /k/ и /ʔ/. Някои варианти използват повечето от тези коди, докато други, като мандарин, се ограничават до две от тях – /n/ и /ŋ/. По принцип не се използват струпвания на съгласни нито в началото, нито в кодата. Началото може да бъде африкат или съгласна, следвана от полугласна, но тези съчетания обикновено не се разглеждат като струпвания на съгласни.
Броят на звуците в различните варианти на китайския варира, но общата тенденция е той да намалява от среднокитайския към съвременния китайски език. По-специално диалектите на мандарин са претърпели драстично намаляване на броя звуци, поради което използват значително повече многосричкови думи от повечето останали варианти. Така общият брой на сричките в някои варианти е само около хиляда (включително с отчитане на тоналните разлики) – за сравнение в английския този брой е около осем пъти по-голям.
Всички говорими варианти на китайския език използват тонове. Някои северни диалекти имат едва три тона, докато някои южни диалекти имат 6 до 10 тона (в зависимост от използваната дефиниция на тон). Изключение е шанхайският диалект, при който подобно на японския тоновете са редуцирани до двустепенен тонален акцент.
Често използван пример, илюстриращ използването на тонове в китайския, са четири тона на стандартния мандарин, приложени върху сричката „ма“. Те съответстват на следните пет символа:
Шаблон:Ruby notice
- 妈／媽 (mā): „майка“ – високо ниво
- 麻 (má): „лен“ или „вцепенен“ – високо издигащо се
- 马／馬 (mǎ): „кон“ – ниско спускащо-издигащо се
- 骂／罵 (mà): „карам се“ – високо спускащо се
- 吗／嗎 (ma): въпросителна частица – неутрално

## Граматика
Съвременният китайски език във всичките си вариации е аналитичен език, в който отсъстват спрежение, наклонение и флексия (окончания), а предметът на разговора е по-важен от извършителя на действието. Една от особеностите на китайската граматика е наличието на една-единствена граматическа форма за всяка дума, поради което и пълната липса на глаголни времена, залог, членуване, род и число. За изразяване на синтактичната зависимост на граматическо име в китайския предлозите се поставят след дефиниращата дума, а не както е прието в българския преди. Числото се изразява чрез класификатори, които се променят в зависимост от обекта, който определят.
В стандартния мандарин словоредът не е утвърден и са напълно възможни вариантите:
- подлог-сказуемо-допълнение по подобие на българския език
- подлог-допълнение-сказуемо сходно на турския език

Глаголите в китайски се делят на изразяващи състояние и изразяващи действие, а според вид се делят на свършени и несвършени. Наклонението на глагола се определя чрез модални частици.
Китайската граматика е сходна с използваните в други езици от сино-тибетското езиково семейство граматики и силно се различава от тези на съседни езикови групи. В исторически план китайската граматика е оказала съществено влияние върху развитието на граматическите особености на корейския, японския и виетнамския.